# Daniele Giustiniani
Daniele Giustiniani, o Giustinian (Venezia, 6 giugno 1615 – Bergamo, 11 gennaio 1697), è stato un vescovo cattolico italiano.

## Biografia
Figlio dei nobili patrizi veneziani, Pietro e Marina Giustinian, si dedicò presto agli studi e alla vita politica, coprendo varie cariche pubbliche fino a diventando senatore della Serenissima dove venivano apprezzate le sue qualità oratorie. Solo all'età di 48 anni lasciò la carriera laica e politica per intraprendere quella ecclesiastica, venne ordinato presbitero il 21 settembre 1663.
Ricevette la nomina di primicerio della basilica di San Marco in Venezia, e nel 1664 vescovo di Bergamo da papa Alessandro VII.
Arrivò in Bergamo in forma privata, non volendo che la diocesi spendesse inutili forze economiche per i suoi festeggiamenti, come fece pure il suo predecessore san Gregorio Barbarigo, perché pur essendo ricca la circoscrizione vescovile bergamasca, stava ancora riprendendosi dai gravosi danni subiti durante la peste del 1630, ma ne intraprese una riorganizzazione.
Nella chiesa di Sant'Andrea in Bergamo il 4 maggio 1681, iniziò le sue visite pastorali presso le chiese urbane, coadiuvato dal canonico Giacomo Mozzi.
Furono proprio le collaborazioni di alcuni prelati in particolare di Francesco Agazzi, che gli permisero una visita alla diocesi e la celebrazione di tre sinodi (1668, 1679 e 1687), di cui sono conservati gli atti nella Curia di Bergamo. La sua presenza nelle diverse chiese e parrocchie del bergamasco è documentata e conservata negli atti delle visite pastorali.

## Genealogia episcopale
La genealogia episcopale è:
- Cardinale Guillaume d'Estouteville, O.S.B.Clun.
- Papa Sisto IV
- Papa Giulio II
- Cardinale Raffaele Sansone Riario
- Papa Leone X
- Papa Paolo III
- Cardinale Francesco Pisani
- Cardinale Alfonso Gesualdo di Conza
- Papa Clemente VIII
- Cardinale Pietro Aldobrandini
- Cardinale Laudivio Zacchia
- Cardinale Antonio Barberini, O.F.M.Cap.
- Cardinale Marcantonio Bragadin
- Papa Alessandro VIII
- Vescovo Daniele Giustiniani